# ویکتوریا جورجیوا
ویکتوریا جورجیوا (به انگلیسی: Victoria Georgieva) (زاده ۲۱ سپتامبر ۱۹۹۷) خواننده بلغارستانی است.
او نماینده بلغارستان در یوروویژن ۲۰۲۱ بود.